# Альтернативні технології приводу

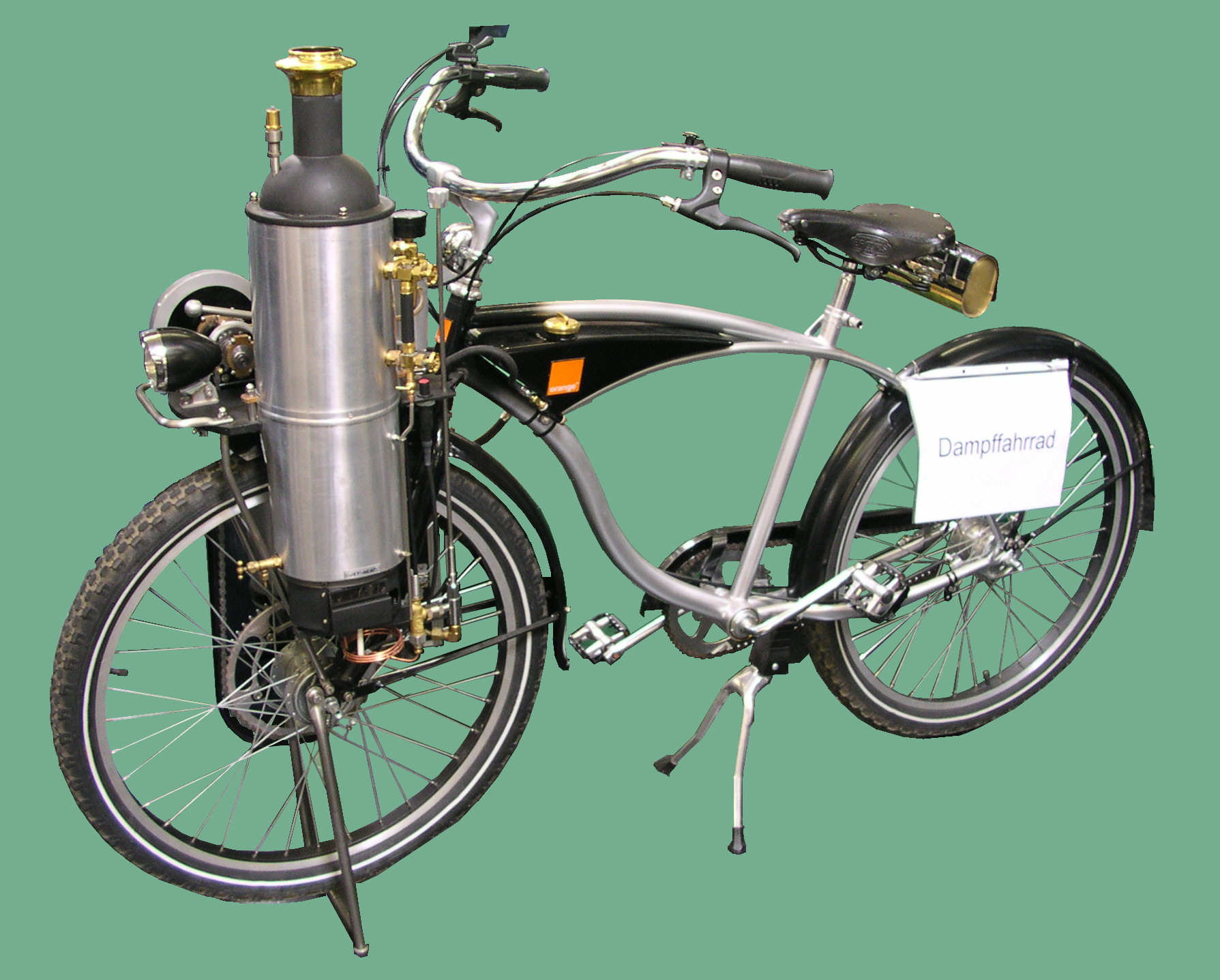
Паровий велосипед

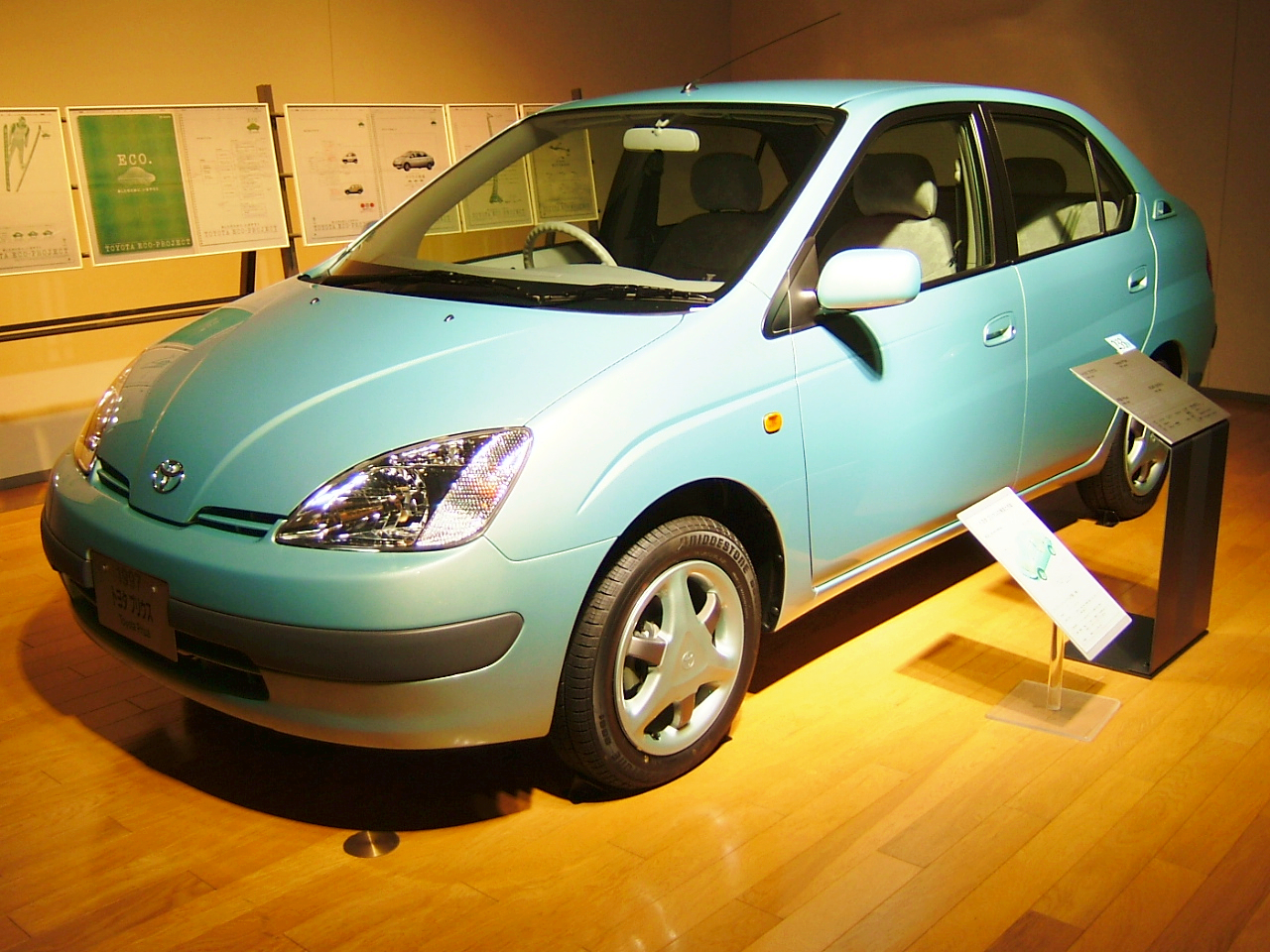
Перший серійний гібрідний автомобіль Toyota Prius

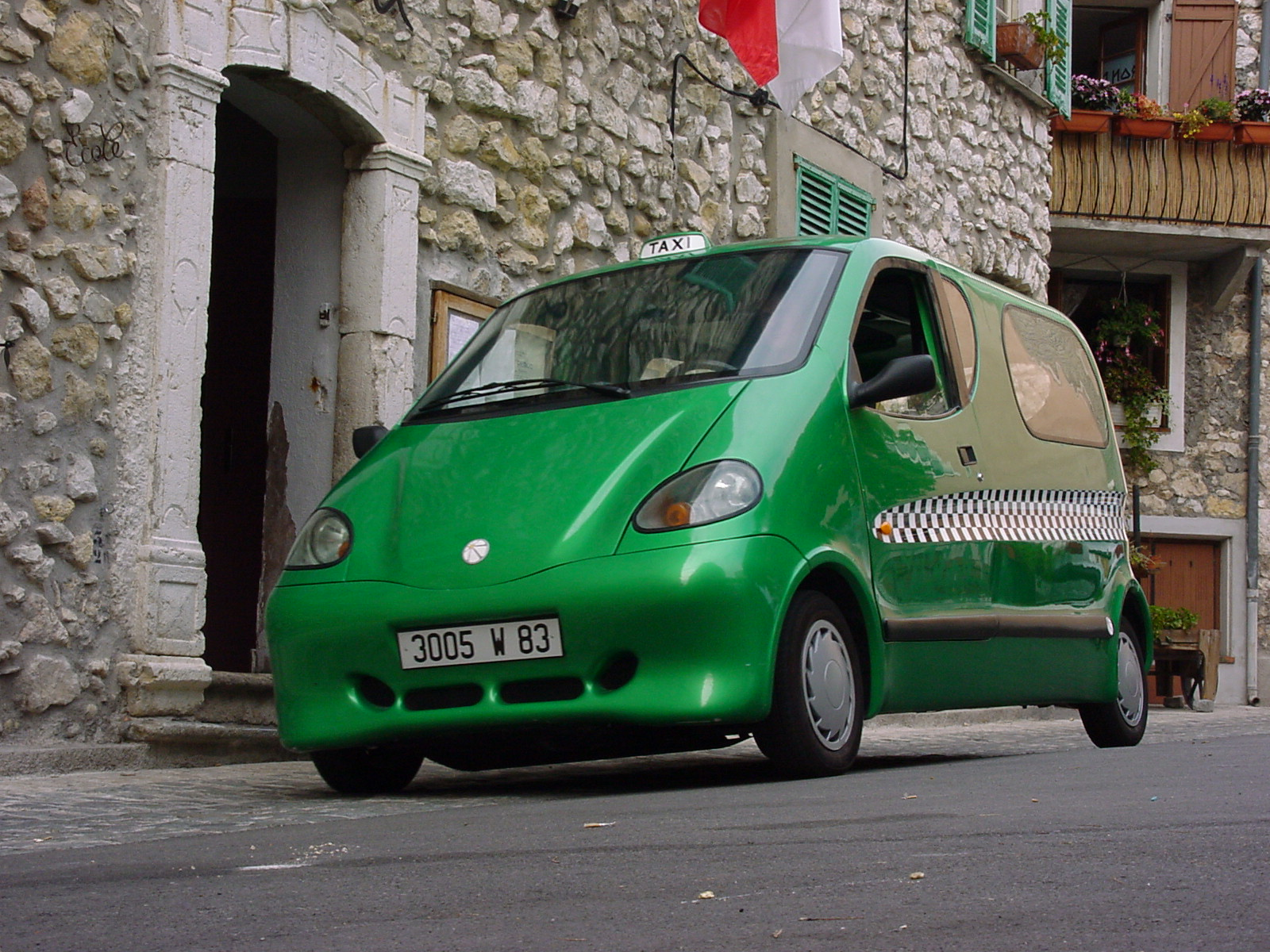
Автомобіль на стисненому повітрі Tata OneCAT

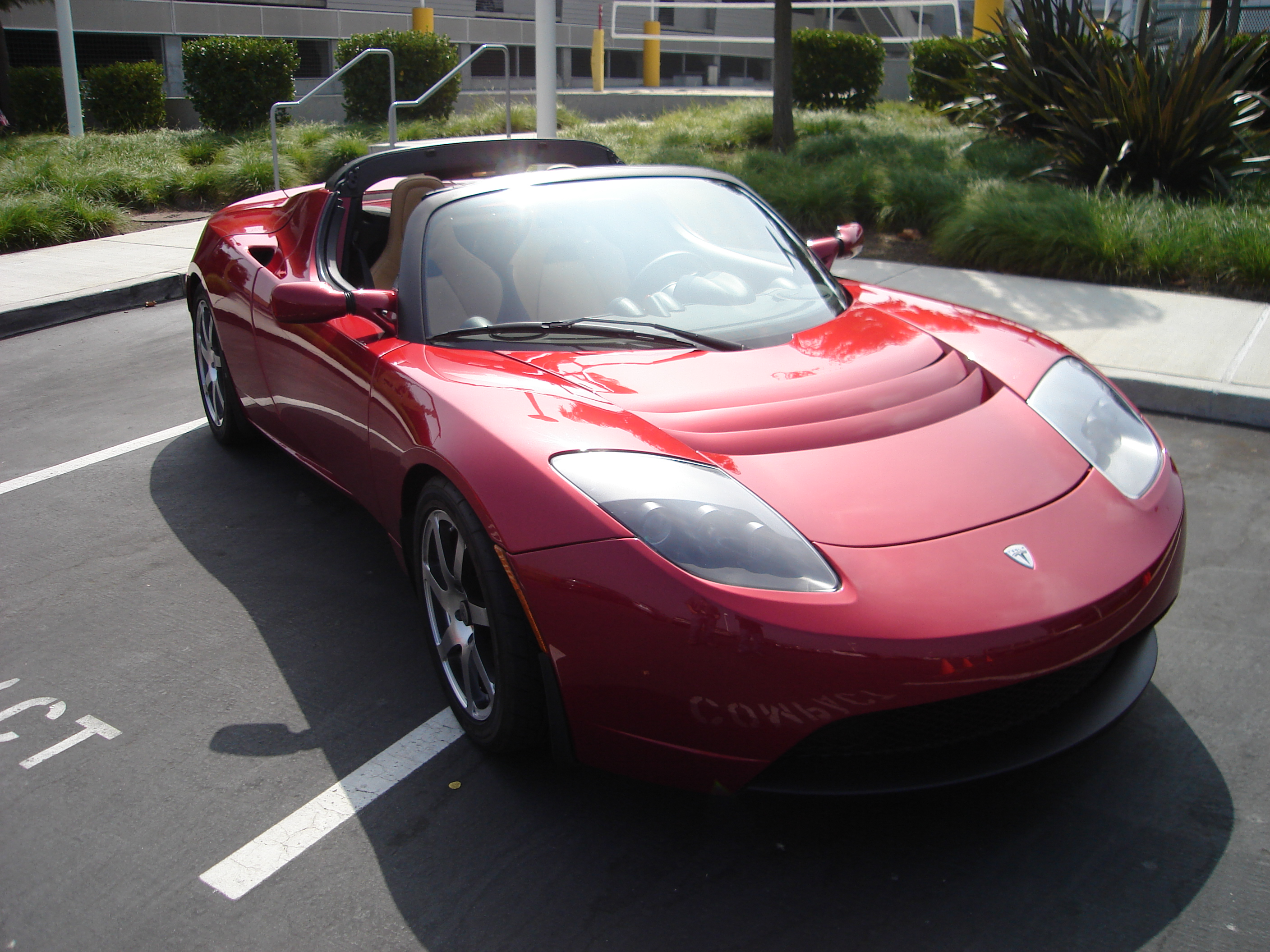
Електромобіль Tesla Roadster

Альтернативні технології приводу — поняття, яке включає в себе концепції рушіїв транспортних засобів, які розрізняються за видами первинної енергії («палива») або конструктивними рішеннями.
Транспортні засобами, які здатні використовувати традиційні та альтернативні технології приводу отримали назву гібридних. До них належать, в тому числі, засоби одночасно обладнані електричними силовими установками (електродвигун) і двигунами внутрішнього згоряння). Прикладом такого авто є ToyotasHybrid Synergy Drive.

## Електричний привід

### Електрифіковані трансмісії
Електрифікація трансмісії по суті є комбінацією різних двигунів з двигуном внутрішнього згоряння з більш-менш значним використанням частини електричних компонентів в приводі.
Електричні транспортні засоби, які будуть працювати в основному, на проведених запасах енергії, якою раніше заправлялися або яка достатньо поповнювалась, вважаються такими, у яких реалізована концепція електричного приводу. До електричних приводів включають ті, енергія яких не зберігається у вигляді електрики (наприклад, літій-іонний акумулятор, суперконденсатори), але використовується у вигляді перетворення палива, наприклад водню. У випадку, коли перетворення відбувається у паливних елементах, а згенерована потужність доступна для водіння, — в такому випадку говорять про транспортний засіб на паливних елементах.

## Пневматичний двигун
Повітряний поршневий двигун використовує стиснене повітря як джерело енергії. Відповідно, двигун не робить шкідливих викидів. Перший автомобіль на стисненому повітрі був винайдений французьким інженером на ім'я Гай Негре (Guy Nègre). Ефективність роботи досягається за рахунок використання тепла навколишнього середовища (при нормальній температурі) для нагрівання холодного повітря з резервуару, яке, внаслідок цього, розширюється. Це неадіабатичне розширення має потенціал, щоб значно збільшити продуктивність машини. Вихлоп від роботи двигуна має температуру -15°C, яка також може бути використана для кондиціонування автомобіля. Джерелом повітря під тиском є резервуар з вуглецевого волокна. Повітря поступає в двигун через досить умовну систему упорскування. 
Пневматичні двигуни також дозволяють використовувати переваги електродвигунів — системи рекуперативного гальмування: в пневматичних гібридах при гальмуванні за рахунок використання двигуна як повітряного компресора, повітря стискується і ним заправляється резервуар.
Перший у світі комерційно життєздатний прототип п'ятимісного повітромобіля — Tata OneCAT, спільно розроблений компаніями Tata Motors і люксембурзьким Motor Development International.

## Теплові машини зовнішнього згоряння
Одним з типів є двигуни, які працюють з використанням гарячого повітря. Сюди відносять різні типи теплових двигунів зовнішнього згоряння, в яких робочим середовищем є повітря (або інший газ).

## Альтернативні види палива із звичайним двигуном внутрішнього згоряння
Альтернативні види палива можуть допомогти зменшити залежність від викопного палива і зменшенню чистих викидів СО2.
Альтернативні види палива у двигунах внутрішнього згоряння вже використовуються у великих масштабах: як добавка до звичайних бензинів або дизельного палива. 
Альтернативні види автомобільного палива потребують коригування в автомобільній техніці. Це може стосуватися подачі палива, зберігання палива в машині, двигуна внутрішнього згоряння, або вплинути на безпеку пристроїв.
Сюди відносяться:
- Водень. Він придатний для використання шляхом спалювання у бензиновому двигуні.
- Біодизель. Цей вид альтернативного палива вже на ринку і використовується. Розбавлення моторного мастила є однією з проблем при використанні біодизеля, але це піддається контролю.
- Рослинна олія як паливо
- Спирти:
  - Паливний етанол
  - Паливний метанол
  - Біобутанол
- Синтетичні палива:
  - Диметиловий ефір.
  - Диметилфуран
  - Метилтетрагідрофуран
- Горючі гази (дивись: газомоторний автомобіль)
  - Стиснутий природний газ
  - Зріджений нафтовий газ
  - Деревний газ
  - Аміак